# Крал, Алекс
А́лекс Крал (чеш. Alex Král; род. 19 мая 1998, Кошице) — чешский футболист, полузащитник берлинского «Униона» и сборной Чехии.

## Клубная карьера

### Ранние годы
Родился в словацком городе Кошице. Вскоре его семья перебралась в Чехию, в Брно, где Крал начал футбольную карьеру в академии местного клуба «Моравска Славия Брно», в котором пробыл с 2004 по 2007 годы. В 2007 году получил приглашение в клуб «Зброёвка» из Брно и перешёл в академию этого клуба, в котором пробыл до 2012 года. В 2012 году, в возрасте 13 лет он оказался в академии пражской «Славии» — там провёл следующие пять лет до 2017 года.

### «Теплице»

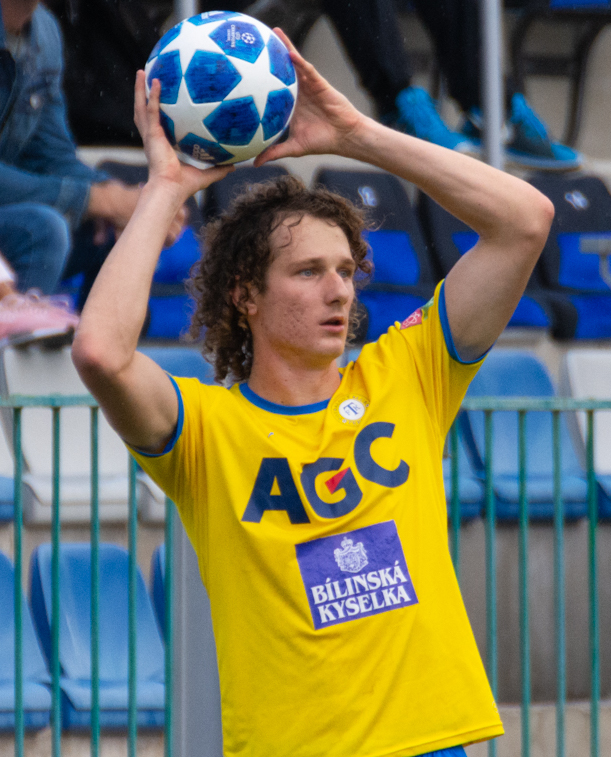
Крал в составе «Теплице» в 2018 году

В феврале 2017 года в поисках игровой практики, чтобы как следует окунуться уже во взрослый футбол, перебрался в «Теплице», за который выступал два сезона. С сезона 2016/2017 он начал привлекаться к тренировкам и играм основной команды. 7 мая 2017 года дебютировал в чемпионате Чехии в поединке против «Градец-Кралове», заменив на 90-й минуте Яна Вошаглика. Первый мяч за «Теплице» забил 19 сентября 2017 года в матче 3-го раунда Кубка Чехии против «МАС Таборско» (4:3). Первый мяч в чемпионате Чехии забил 10 марта 2018 года в матче 20-го тура против «Фастава» (2:1). В составе «Теплице» провёл 48 матчей во всех турнирах, забил два гола и отдал пять результативных передач.

### «Славия» Прага
Успешно проявив себя, зимой 2019 года Крал пополнил состав одного из самых успешных клубов страны пражскую «Славию», воспитанником которой он и является. По словам агента Крала, у его клиента было идентичное по условиям предложение и от французского «Бордо», однако тот предпочёл остаться на родине, поскольку посчитал, что стиль игры «Славии» подходит ему лучше. Дебютировал за «Славию» 9 февраля 2019 года в матче 20-го тура чемпионата Чехии 2018/19 против своего бывшего клуба «Теплице» (2:0) выйдя на 88-й минуте матча вместо Яромира Змргала. Свой единственный мяч за пражскую «Славию» забил 7 марта 2019 года в гостевом матче 1/8 финала Лиги Европы против «Севильи» (2:2) с передачи Мирослава Стоха. Всего за «Славию» провёл 29 матчей во всех турнирах и забил 1 мяч.

### «Спартак» Москва

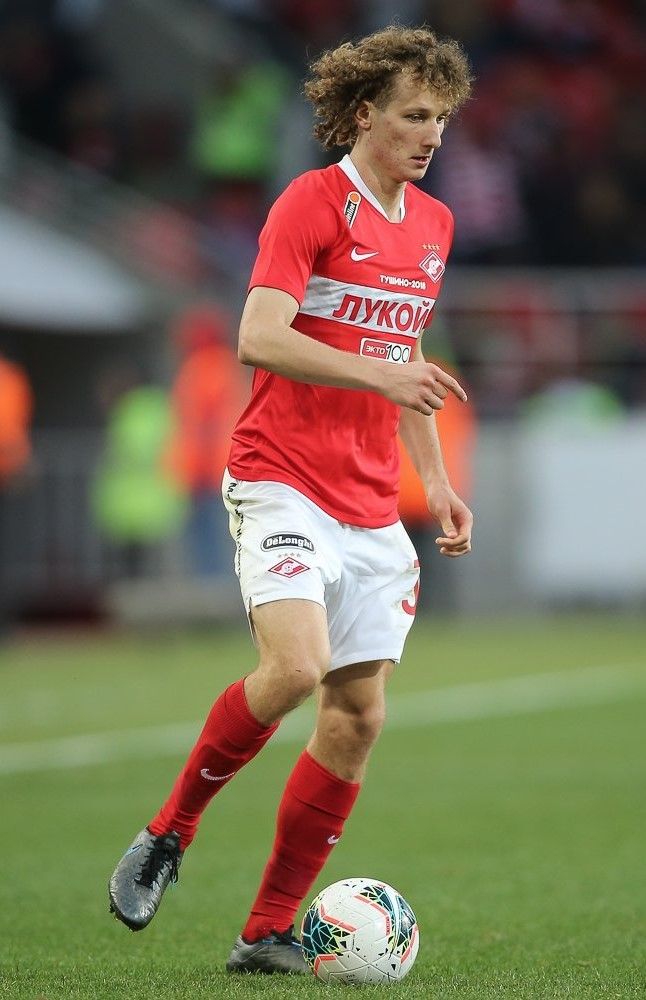
Крал в составе «Спартака» в 2019 году

1 сентября 2019 года Крал после успешного прохождения медосмотра подписал пятилетний контракт с московским «Спартаком». Сумма трансфера составила 12 млн евро, став одной из самых крупных в истории чешского футбола. 14 сентября 2019 года дебютировал за «Спартак» в чемпионате России в домашнем матче 9-го тура против «Урала» (1:2), выйдя в стартовом составе и отыграв весь матч. Всего в сезоне 2019/20 за «Спартак» провёл 23 матча, а в сезоне 2020/21 сыграл за красно-белых 30 матчей.
31 августа 2021 года на правах аренды перешёл в английский «Вест Хэм Юнайтед», арендное соглашение рассчитано до конца сезона 2021/22 и предусматривает обязательный выкуп трансфера игрока при определённых условиях. Дебютировал за клуб 22 сентября 2021 года в гостевом матче 1/16 финала Кубка Английской футбольной лиги против клуба «Манчестер Юнайтед» (1:0) выйдя в стартовом составе и проведя на поле весь матч. Первый матч в Английской Премьер-лиге провёл 28 декабря 2021 года в матче 20-го тура против «Уотфорда» (4:1) выйдя на 90-й минуте вместо Мануэля Лансини. Всего за «Вест Хэм Юнайтед» провёл шесть матчей во всех турнирах.
1 июля 2022 года Крал воспользовался опцией от ФИФА и приостановил действие контракта со «Спартаком» до 30 июня 2023 года. 14 июля 2022 года подписал контракт на один год с «Шальке 04». Дебютировал за клуб 7 августа 2022 года в матче 1-го тура чемпионата Германии против «Кёльна» (1:3), выйдя в стартовом составе. В сезоне 2022/23 провёл за клуб 31 матч во всех турнирах и по окончании сезона покинул клуб.

### «Унион» Берлин
2 июня 2023 года вновь приостановил контракт со «Спартаком» и подписал однолетний контракт с берлинским клубом «Унион». Дебютировал за клуб 13 августа 2023 года в матче 1-го раунда Кубка Германии против «Астории» (4:0), выйдя на 78-й минуте вместо Рани Хедиры. Первый матч в Бундеслиге провёл 20 августа 2023 года в матче 1-го тура против клуба «Майнц 05» (4:1), выйдя в стартовом составе. Первый мяч за «Унион» забил 12 декабря 2023 года в матче 6-го тура группового этапа Лиги чемпионов УЕФА против «Реал Мадрида» (2:3), отличившись на 85-й минуте встречи с передачи Аиссы Лаидуни. Всего в сезоне 2023/24 провёл за клуб во всех турнирах 32 матча и забил один мяч. По окончании сезона подписал с «Унионом» полноценный контракт.
7 августа 2024 года был арендован «Эспаньолом» до конца сезона 2024/25.

## Карьера в сборной

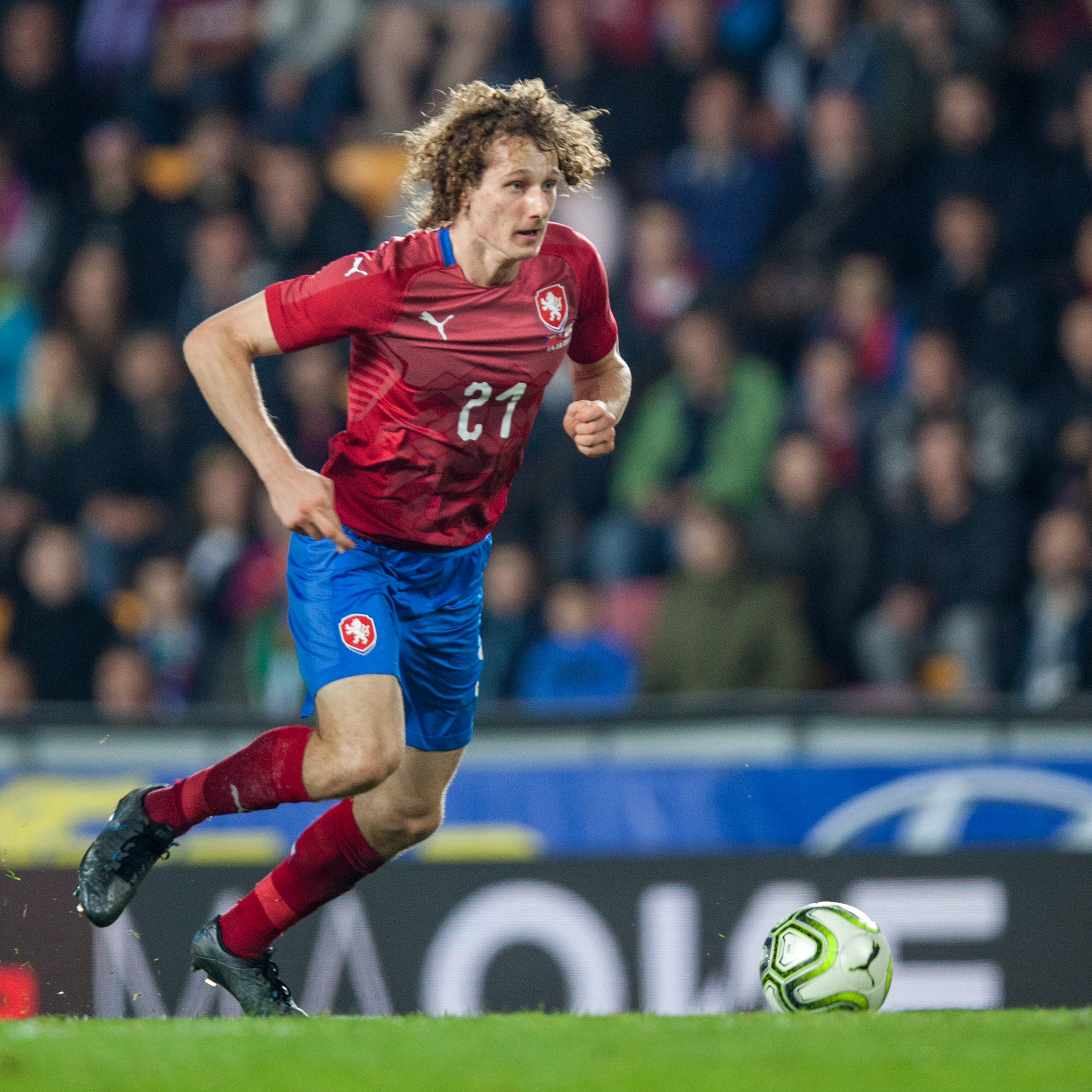
Крал в составе сборной Чехии в 2019 году

Считался в Чехии несомненным талантом — с 17 лет регулярно вызывался в сборные страны соответствующих возрастов.
Принимал участие в чемпионате Европы 2015 года среди юношей до 17 лет, а также в чемпионате Европы 2017 года среди юношей до 19 лет, в котором вместе с командой U-19 дошёл до полуфинала.
26 марта 2019 года дебютировал в главной команде страны, выйдя на замену во втором тайме в товарищеском матче против сборной Бразилии. Матч закончился поражением чехов со счётом 1:3. 11 октября 2019 года сборная Чехии одержала историческую победу в матче отборочного турнира к чемпионату Европы 2020 над сборной Англии (2:1), Крал в этом матче вышел в стартовом составе и отыграл весь матч без замены, кроме того английские СМИ признали Крала лучшим игроком этого матча. 14 октября 2019 года Крал забил свой первый мяч в составе сборной Чехии в товарищеском матче против сборной Северной Ирландии (2:3). 14 ноября 2019 года в матче 9-го тура отборочного раунда Евро-2020 против сборной Косово (2:1) Крал вышел в стартовом составе и провёл весь матч и на 71-й минуте матча забил мяч, а на 79-й минуте ассистировал Ондржею Челустке и эта победа гарантировала сборной Чехии участие в Евро-2020.
25 мая 2021 года Крал был включён в окончательный состав сборной Чехии для участия в финальной части чемпионата Европы 2020. На Евро-2020 сыграл три матча группового этапа против сборных Шотландии (2:0), Хорватии (1:1) и Англии (0:1), а также матч 1/8 финала против сборной Нидерландов (2:0).

## Достижения

### Командные
«Славия» (Прага)
- Чемпион Чехии (2): 2018/19, 2019/20[35]
- Обладатель Кубка Чехии: 2018/19

### Личные
Чехия (до 19)
- Символическая сборная чемпионата Европы 2017

## Статистика выступлений

### Клубная
| Выступление        | Выступление      | Выступление      | Лига | Лига | Кубки | Кубки | Еврокубки | Еврокубки | Итого | Итого |
| Клуб               | Лига             | Сезон            | Игры | Голы | Игры  | Голы  | Игры      | Голы      | Игры  | Голы  |
| ------------------ | ---------------- | ---------------- | ---- | ---- | ----- | ----- | --------- | --------- | ----- | ----- |
| Теплице            | Первая лига      | 2016/17          | 3    | 0    | —     | —     | —         | —         | 3     | 0     |
| Теплице            | Первая лига      | 2017/18          | 23   | 1    | 3     | 1     | —         | —         | 26    | 2     |
| Теплице            | Первая лига      | 2018/19          | 17   | 0    | 2     | 0     | —         | —         | 19    | 0     |
| Теплице            | Итого            | Итого            | 43   | 1    | 5     | 1     | —         | —         | 48    | 2     |
| Славия (Прага)     | Первая лига      | 2018/19          | 12   | 0    | 3     | 0     | 6         | 1         | 21    | 1     |
| Славия (Прага)     | Первая лига      | 2019/20          | 6    | 0    | —     | —     | 2         | 0         | 8     | 0     |
| Славия (Прага)     | Итого            | Итого            | 18   | 0    | 3     | 0     | 8         | 1         | 29    | 1     |
| Спартак (Москва)   | Премьер-лига     | 2019/20          | 19   | 0    | 4     | 0     | —         | —         | 23    | 0     |
| Спартак (Москва)   | Премьер-лига     | 2020/21          | 29   | 0    | 1     | 0     | —         | —         | 30    | 0     |
| Спартак (Москва)   | Премьер-лига     | 2021/22          | 5    | 0    | —     | —     | 2         | 0         | 7     | 0     |
| Спартак (Москва)   | Итого            | Итого            | 53   | 0    | 5     | 0     | 2         | 0         | 60    | 0     |
| → Вест Хэм Юнайтед | Премьер-лига     | 2021/22          | 1    | 0    | 2     | 0     | 3         | 0         | 6     | 0     |
| → Вест Хэм Юнайтед | Итого            | Итого            | 1    | 0    | 2     | 0     | 3         | 0         | 6     | 0     |
| → Шальке 04        | Бундеслига       | 2022/23          | 29   | 0    | 2     | 0     | —         | —         | 31    | 0     |
| → Шальке 04        | Итого            | Итого            | 29   | 0    | 2     | 0     | —         | —         | 31    | 0     |
| → Унион (Берлин)   | Бундеслига       | 2023/24          | 24   | 0    | 2     | 0     | 6         | 1         | 32    | 1     |
| → Унион (Берлин)   | Итого            | Итого            | 24   | 0    | 2     | 0     | 6         | 1         | 32    | 1     |
| Всего за карьеру   | Всего за карьеру | Всего за карьеру | 168  | 1    | 19    | 1     | 19        | 2         | 206   | 4     |

### Сборная
| Матчи и голы Алекса Крала за сборную Чехии | Матчи и голы Алекса Крала за сборную Чехии | Матчи и голы Алекса Крала за сборную Чехии | Матчи и голы Алекса Крала за сборную Чехии | Матчи и голы Алекса Крала за сборную Чехии | Матчи и голы Алекса Крала за сборную Чехии | Матчи и голы Алекса Крала за сборную Чехии |
| ------------------------------------------ | ------------------------------------------ | ------------------------------------------ | ------------------------------------------ | ------------------------------------------ | ------------------------------------------ | ------------------------------------------ |
| №                                          | Дата                                       | Оппонент                                   | Счёт                                       | Голы                                       | Соревнование                               |                                            |
| 1                                          | 26 марта 2019                              | Бразилия                                   | 1:3                                        | —                                          | Товарищеский матч                          |                                            |
| 2                                          | 7 июня 2019                                | Болгария                                   | 2:1                                        | —                                          | Отборочный матч ЧЕ-2020                    |                                            |
| 3                                          | 10 июня 2019                               | Черногория                                 | 3:0                                        | —                                          | Отборочный матч ЧЕ-2020                    |                                            |
| 4                                          | 7 сентября 2019                            | Косово                                     | 1:2                                        | —                                          | Отборочный матч ЧЕ-2020                    |                                            |
| 5                                          | 10 сентября 2019                           | Черногория                                 | 3:0                                        | —                                          | Отборочный матч ЧЕ-2020                    |                                            |
| 6                                          | 11 октября 2019                            | Англия                                     | 2:1                                        | —                                          | Отборочный матч ЧЕ-2020                    |                                            |
| 7                                          | 14 октября 2019                            | Северная Ирландия                          | 2:3                                        | 1                                          | Товарищеский матч                          |                                            |
| 8                                          | 14 ноября 2019                             | Косово                                     | 2:1                                        | 1                                          | Отборочный матч ЧЕ-2020                    |                                            |
| 9                                          | 17 ноября 2019                             | Болгария                                   | 0:1                                        | —                                          | Отборочный матч ЧЕ-2020                    |                                            |
| 10                                         | 4 сентября 2020                            | Словакия                                   | 3:1                                        | —                                          | Лига наций 2020/21                         |                                            |
| 11                                         | 7 октября 2020                             | Кипр                                       | 2:1                                        | —                                          | Товарищеский матч                          |                                            |
| 12                                         | 11 октября 2020                            | Израиль                                    | 2:1                                        | —                                          | Лига наций 2020/21                         |                                            |
| 13                                         | 14 октября 2020                            | Шотландия                                  | 0:1                                        | —                                          | Лига наций 2020/21                         |                                            |
| 14                                         | 11 ноября 2020                             | Германия                                   | 0:1                                        | —                                          | Товарищеский матч                          |                                            |
| 15                                         | 15 ноября 2020                             | Израиль                                    | 1:0                                        | —                                          | Лига наций 2020/21                         |                                            |
| 16                                         | 18 ноября 2020                             | Словакия                                   | 2:0                                        | —                                          | Лига наций 2020/21                         |                                            |
| 17                                         | 4 июня 2021                                | Италия                                     | 0:4                                        | —                                          | Товарищеский матч                          |                                            |
| 18                                         | 8 июня 2021                                | Албания                                    | 3:1                                        | —                                          | Товарищеский матч                          |                                            |
| 19                                         | 14 июня 2021                               | Шотландия                                  | 2:0                                        | —                                          | ЧЕ-2020. Групповая стадия                  |                                            |
| 20                                         | 18 июня 2021                               | Хорватия                                   | 1:1                                        | —                                          | ЧЕ-2020. Групповая стадия                  |                                            |
| 21                                         | 22 июня 2021                               | Англия                                     | 0:1                                        | —                                          | ЧЕ-2020. Групповая стадия                  |                                            |
| 22                                         | 27 июня 2021                               | Нидерланды                                 | 2:0                                        | —                                          | ЧЕ-2020. 1/8 финала                        |                                            |
| 23                                         | 2 сентября 2021                            | Беларусь                                   | 1:0                                        | —                                          | Отборочный матч ЧМ-2022                    |                                            |
| 24                                         | 5 сентября 2021                            | Бельгия                                    | 0:3                                        | —                                          | Отборочный матч ЧМ-2022                    |                                            |
| 25                                         | 8 сентября 2021                            | Украина                                    | 1:1                                        | —                                          | Товарищеский матч                          |                                            |
| 26                                         | 8 октября 2021                             | Уэльс                                      | 2:2                                        | —                                          | Отборочный матч ЧМ-2022                    |                                            |
| 27                                         | 11 октября 2021                            | Беларусь                                   | 2:0                                        | —                                          | Отборочный матч ЧМ-2022                    |                                            |
| 28                                         | 11 ноября 2021                             | Кувейт                                     | 7:0                                        | —                                          | Товарищеский матч                          |                                            |
| 29                                         | 16 ноября 2021                             | Эстония                                    | 2:0                                        | —                                          | Отборочный матч ЧМ-2022                    |                                            |
| 30                                         | 9 июня 2022                                | Португалия                                 | 0:2                                        | —                                          | Лига наций 2022/23                         |                                            |
| 31                                         | 12 июня 2022                               | Испания                                    | 0:2                                        | —                                          | Лига наций 2022/23                         |                                            |
| 32                                         | 24 сентября 2022                           | Португалия                                 | 0:4                                        | —                                          | Лига наций 2022/23                         |                                            |
| 33                                         | 16 ноября 2022                             | Фарерские острова                          | 5:0                                        | —                                          | Товарищеский матч                          |                                            |
| 34                                         | 19 ноября 2022                             | Турция                                     | 1:2                                        | —                                          | Товарищеский матч                          |                                            |
| 35                                         | 24 марта 2023                              | Польша                                     | 3:1                                        | —                                          | Отборочный матч ЧЕ-2024                    |                                            |
| 36                                         | 17 июня 2023                               | Фарерские острова                          | 3:0                                        | —                                          | Отборочный матч ЧЕ-2024                    |                                            |
| 37                                         | 7 сентября 2023                            | Албания                                    | 1:1                                        | —                                          | Отборочный матч ЧЕ-2024                    |                                            |
| 38                                         | 17 ноября 2023                             | Польша                                     | 1:1                                        | —                                          | Отборочный матч ЧЕ-2024                    |                                            |
| 39                                         | 20 ноября 2023                             | Молдова                                    | 3:0                                        | —                                          | Отборочный матч ЧЕ-2024                    |                                            |
| 40                                         | 7 сентября 2024                            | Грузия                                     | 1:4                                        | —                                          | Лига наций 2024/25                         |                                            |
| 41                                         | 10 сентября 2024                           | Украина                                    | 3:2                                        | —                                          | Лига наций 2024/25                         |                                            |
| 42                                         | 11 октября 2024                            | Албания                                    | 2:0                                        | —                                          | Лига наций 2024/25                         |                                            |
| 43                                         | 19 ноября 2024                             | Грузия                                     | 2:1                                        | —                                          | Лига наций 2024/25                         |                                            |
| 44                                         | 22 марта 2025                              | Фарерские острова                          | 2:1                                        | —                                          | Отборочный матч ЧМ-2026                    |                                            |
| 45                                         | 25 марта 2025                              | Гибралтар                                  | 4:0                                        | —                                          | Отборочный матч ЧМ-2026                    |                                            |
| 46                                         | 6 июня 2025                                | Черногория                                 | 2:0                                        | -                                          | Отборочный матч ЧМ-2026                    |                                            |
| 47                                         | 9 июня 2025                                | Хорватия                                   | 1:5                                        | -                                          | Отборочный матч ЧМ-2026                    |                                            |

Итого: 47 матчей / 2 гола; 27 побед, 5 ничьих, 15 поражений.